# 加藤鋠二
加藤 鋠二（かとう しんじ、1880年（明治13年）2月25日 - 1958年（昭和33年）9月28日）は、大日本帝国陸軍軍人。最終階級は陸軍少将。

## 経歴・人物
広島県出身。1901年（明治34年）陸軍士官学校第13期卒業。
1923年（大正12年）10月15日に陸軍技術本部部員兼陸軍工兵学校教官、1924年（大正13年）2月4日に陸軍工兵大佐兼陸軍通信学校研究部部員、1929年（昭和4年）8月1日に陸軍少将・陸軍科学研究所第1部長を経て、1932年（昭和7年）4月11日に待命、同月28日に予備役に編入した。
1947年（昭和22年）11月28日、公職追放仮指定を受けた。

## 栄典
勲章
- 1940年（昭和15年）8月15日 - 紀元二千六百年祝典記念章[4]